# كاثرين كرامر
كاثرين كرامر (بالإنجليزية: Kathryn Cramer)‏ (16 أبريل 1962، بلومنغتون في الولايات المتحدة)؛ صحفية وروائية أمريكية.